# دموکراسی و آموزش
دموکراسی و آموزش: مقدمه‌ای بر فلسفه تعلیم و تربیت (به انگلیسی: Democracy and Education: An Introduction to the Philosophy of Education)، کتابی نوشته جان دیویی است که در سال ۱۹۱۶ منتشر شد.

## خلاصه
دیویی در کتاب دموکراسی و آموزش استدلال می‌کند که حقایق غیرقابل اجتناب اولیه تولد و مرگ هر یک از اعضای تشکیل‌دهنده یک گروه اجتماعی، ضرورت آموزش را تعیین می‌کند. از یک سو، تضاد بین عدم بلوغ اعضای تازه‌متولدشده گروه (نمایندگان آینده) و بلوغ اعضای بزرگ‌سالی که دانش و آداب و رسوم گروه را دارند، وجود دارد. از سوی دیگر، این ضرورت وجود دارد که این اعضای نابالغ صرفاً از نظر فیزیکی حفظ نشوند، بلکه باید در جهت علایق، اهداف، اطلاعات، مهارت‌ها و عمل‌کرد اعضای بالغ قرار گیرند: در غیر این صورت گروه فعالیت زندگی مشخصه خود را متوقف خواهد کرد.
دیویی مشاهده می‌کند که حتی در یک قبیله «وحشی»، دستاوردهای بزرگ‌سالان بسیار فراتر از آن چیزی است که اعضای نابالغ اگر به حال خود رها شوند، می‌توانند انجام دهند. با رشد تمدن، شکاف بین ظرفیت‌های اولیه نابالغان و معیارها و آداب و رسوم بزرگان بیش‌تر می‌شود. رشد جسمانی صرف، و تسلط بر نیازهای ناچیز معیشتی برای بازتولید زندگی گروه کافی نیست. تلاش عمدی و تحمل دردهای اندیشمندانه لازم است. موجوداتی که نه تنها از اهداف و عادت‌های گروه اجتماعی بی‌اطلاع، بلکه کاملاً بی‌تفاوت به‌دنیا می‌آیند، باید با آن‌ها آشنا شوند و فعالانه به آن‌ها علاقه‌مند شوند. به گفته دیویی، آموزش و پرورش به‌تنهایی، این شکاف را پوشش می‌دهد.

## بازخورد
ایده‌های دیویی هرگز به‌طور گسترده و عمیق در شیوه‌های مدارس دولتی آمریکا ادغام نشد، اگرچه برخی از ارزش‌ها و اصطلاحات او گسترده بود. آموزش پیش‌رو (چه توسط دیویی مورد حمایت قرار گرفت و چه در اشکال ناکارآمدتر که دیویی از آن انتقاد کرد) اساساً در طول جنگ سرد کنار گذاشته شد، زمانی که دغدغه غالب در آموزش ایجاد و حفظ نخبگان علمی و فناوری برای اهداف نظامی بود. در دوره پس از جنگ سرد، آموزش پیش‌رو در بسیاری از محافل اصلاحات و نظریه آموزش و پرورش به‌عنوان یک زمینه پررونق برای یادگیری پژوهش‌محور و علم مبتنی بر تحقیق دوباره ظاهر شد.
برخی معتقدند که انسان‌شناسی فلسفی دیویی، بر خلاف ایگان، ویکو، ارنست کاسیرر، کلود لوی-استروس و نیچه، منشأ اندیشه ذهن مدرن را در زیبایی‌شناسی در اسطوره مشاغل و صنایع اولیه مردم باستان و در نهایت در تاریخ علم به حساب نمی‌آورد. انتقادی که به این رویکرد وارد می‌شود این است که منشأ نهادهای فرهنگی را در نظر نمی‌گیرد که می‌توان آن را زیبایی‌شناختی توضیح داد. زبان و رشد آن، در انسان‌شناسی فلسفی دیویی، نقش محوری ندارد، بلکه پیامد ظرفیت‌شناختی است.